# Temporada 2016 del Campeonato de Galicia de Montaña
La temporada 2016 del Campeonato de Galicia de Montaña empezó el 30 de abril en la Subida a Oia y finalizó el 1 de octubre en la Subida a Fraga.

## Pruebas

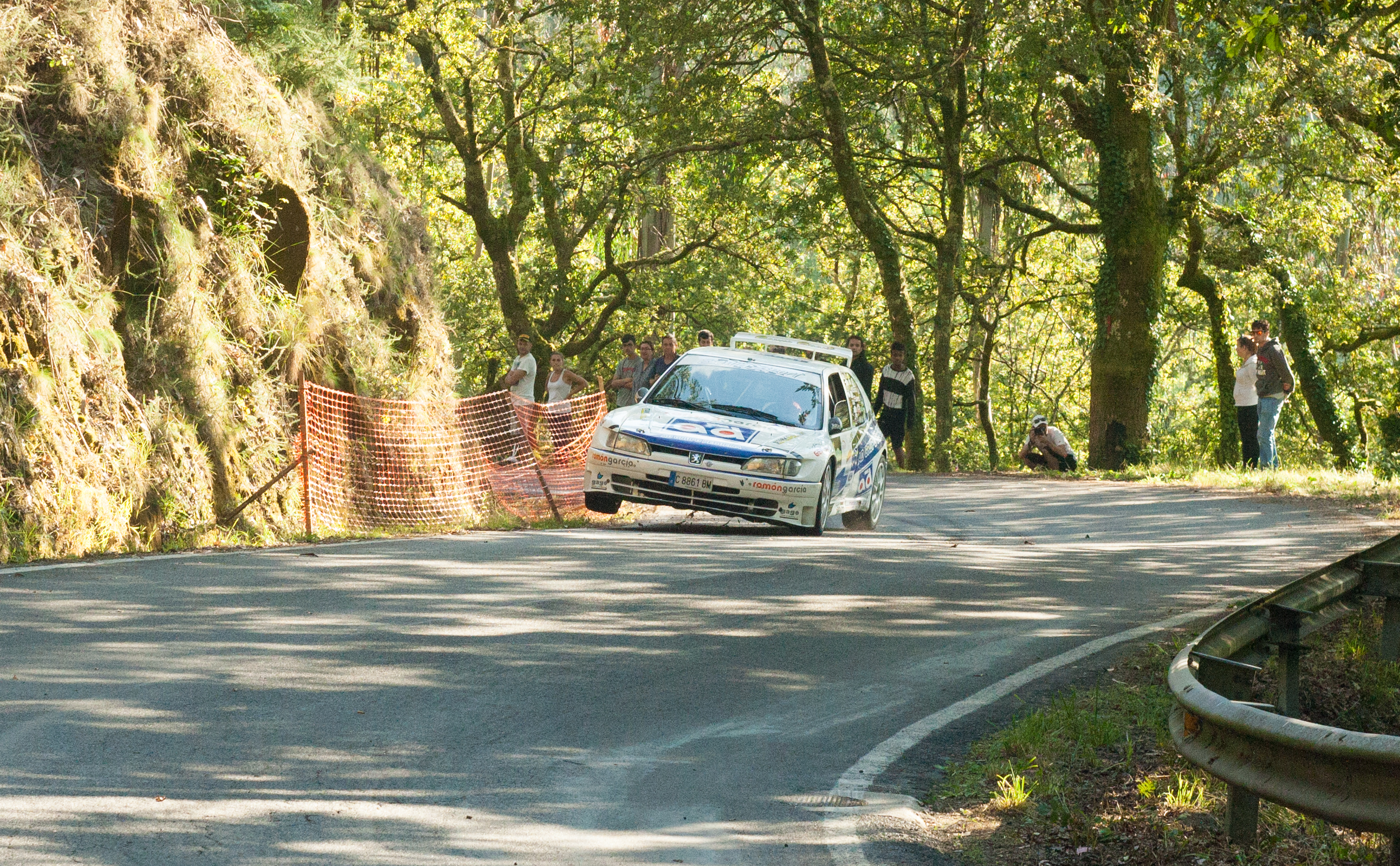
Manuel Senra Caamaño en la Subida a Pontevedra con su Peugeot 306 MAXI

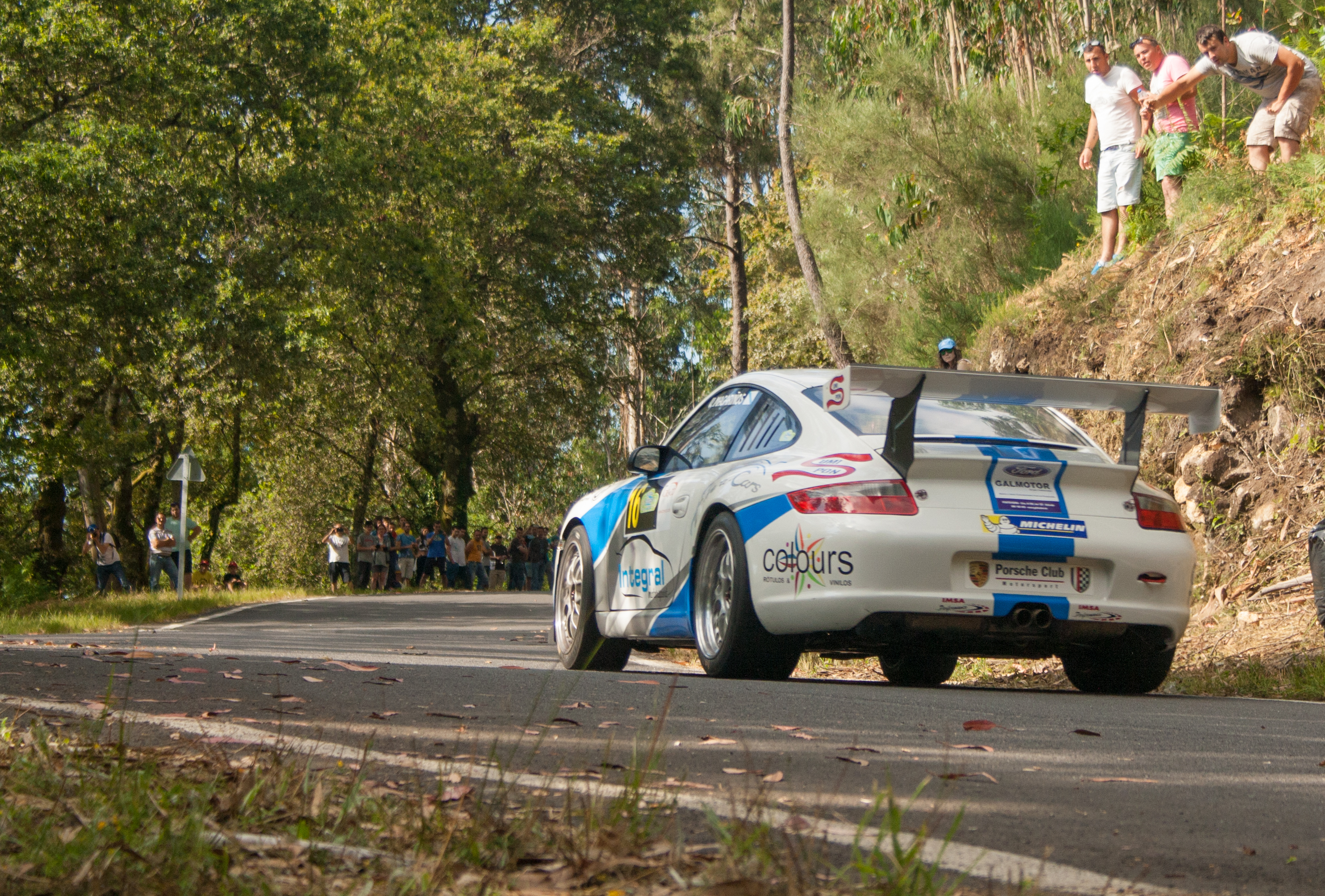
Victor Magariños Pazos en la Subida a Pontevedra

| N.º | Fecha            | Prueba                         | Resultados |
| --- | ---------------- | ------------------------------ | ---------- |
| 1   | 30 de abril      | 9.ª Subida a Sta. María de Oia | Resultados |
| 2   | 28 de mayo       | 5.ª Subida a Pontenova         | Resultados |
| 3   | 25 de junio      | 19.ª Subida a Pontevedra       | Resultados |
| 4   | 16 de julio      | 43.ª Subida a Chantada         | Resultados |
| 5   | 6 de agosto      | 1.ª Subida Cortegada de Baños  | Resultados |
| 6   | 20 de agosto     | 1.ª Subida a Pontecalcelas     | Resultados |
| 7   | 17 de septiembre | 17.ª Subida a Escusa-Poio      | Resultados |
| 8   | 1 de octubre     | 6.ª Subida a Fraga             | Resultados |

## Resultados

### Campeonato de pilotos
| Pos. | Piloto                   | STM | PTN | PTV | CHA | COR | PTC | ESC | FRA | Pts. |
| ---- | ------------------------ | --- | --- | --- | --- | --- | --- | --- | --- | ---- |
| 1.   | Alexis Vieitez Losada    | 1   | 2   | 1   | 4   | 1   | 1   | 3   | 2   | 1556 |
| 2.   | Jesús Pombo Varela       | 4   | 5   | 4   | 3   | 5   | 2   | 2   | 1   | 1266 |
| 3.   | Martín Villar Bangueses  | 2   | 3   | 2   | 6   | 2   | 5   | 5   | 4   | 1226 |
| 4.   | Jacobo Sobral            | 3   |     | 3   | 2   | 3   | 3   | 1   |     | 1104 |
| 5.   | Pablo Rey                | 5   | 9   | 5   | 7   |     | 4   | 4   | 3   | 855  |
| 6.   | José Antonio Iglesias    | 6   | 4   | 6   | 11  |     |     | 7   |     | 622  |
| 7    | Rubén Blanco             | 9   | 16  |     | 19  | 9   | 11  | 11  | 12  | 498  |
| 8    | Isaac Rodríguez          | 29  | 25  | 25  | 41  | 16  | 22  |     | 21  | 494  |
| 9    | Manuel Senra             | 8   |     | 9   | 12  |     |     | 8   | 6   | 484  |
| 10   | José Carlos Sánchez      | 27  | 23  | 29  | 39  | 19  | 23  | 27  | 27  | 422  |
| -    | Sergio Vallejo Folgueira |     | 1   |     |     |     |     |     |     | 280  |